# Inji Hanim
Inji Hanim, död 1890, var gift med Egyptens khediv Said Pascha (regent 1854-1863).
Inji Hanim kom till Muhammad Ali-dynastins harem från slavmarknaden vid sex års ålder. Hon blev gift med Said Pascha innan han blev khediv år 1854. 
Hon beskrivs som en rödhårig skönhet med en vinnande personlighet och stor personlig charm. Khediven valde ut henne till att fylla en diplomatisk roll genom att ge henne uppgiften att ta emot hustrur till västerländska ambassadörer och andra västerländska kvinnliga besökare till det kungliga haremet, och hon spelade därmed en representativ roll i stil med en västerländsk drottning. Hon blev därmed välkänd bland västliga besökare, som kallade henne 'prinsessan Sa'id' och felaktigt trodde att hon var khedivens enda hustru. Hon beskrivs i många samtida västerländska kvinnors memoarer och dagböcker från denna tid, som beskriver henne som en omtyckt och entusiastisk värdinna som alltid var ivrig att ta emot besökare. Hon klädde sig i egyptisk dräkt, men inredde sin bostad med västerländska möbler. 
Hennes make avled 1863. Hon gifte inte om sig utan stannade kvar i de haremet, och närvarade ofta vid de mottagningar khediven ordnade för västerländska gäster i palatset, där han umgicks med manliga gäster och kvinnor fick besöka haremet.